# Alicia Aylies
Alicia Aylies (sinh ngày 21 tháng 4 năm 1998) là một người mẫu và chủ nhân cuộc thi sắc đẹp người Pháp đã đăng quang Hoa hậu Pháp 2017. Cô đại diện cho Pháp tại Hoa hậu Hoàn vũ 2017.

## Cuộc đời và sự nghiệp
Aylies sinh ngày 21 tháng 4 năm 1998 tại Fort-de-France với cha mẹ là người đảo Martinique. Cha của cô, Philippe Aylies, làm quản lý môi trường, và mẹ cô, Marie-Chantal Belfroy, là một giảng viên trường lái xe. Aylies là con một.
Khi cô hai tuổi, cha mẹ cô ly thân và Aylies chuyển đến Matoury, Guiana thuộc Pháp cùng mẹ. Cô theo học tại trường Remire-Montjoly và tốt nghiệp lycée với bằng khoa học năm 2016. Sau khi tốt nghiệp, cô bắt đầu học luật tại Đại học Guiana thuộc Pháp.

### Cuộc thi sắc đẹp

#### Hoa hậu Pháp 2017
Aylies đại diện cho Guiana thuộc Pháp tại cuộc thi Hoa hậu Pháp 2017. Vào ngày 17 tháng 12 năm 2016, cô đã đăng quang Hoa hậu Pháp bởi Hoa hậu Pháp 2016 Iris Mittenaere tại Montpellier. Cô là Hoa hậu Guiana thuộc Pháp đầu tiên đăng quang Hoa hậu Pháp.

#### Hoa hậu Hoàn vũ 2017
Là Hoa hậu Pháp 2017, Aylies đại diện cho Pháp tại cuộc thi Hoa hậu Hoàn vũ 2017 và là một trong những người được yêu thích nặng ký nhưng lại bị loại.